# Marco Stella
Marco Stella (Atri, 11 febbraio 1981) è un allenatore di calcio ed ex calciatore italiano, di ruolo centrocampista, tecnico della formazione Primavera del Pescara.

## Caratteristiche tecniche
In gioventù ha ricoperto il ruolo di esterno destro di centrocampo, o in alcuni casi di seconda punta. Nel corso degli anni, anche a causa di diversi problemi fisici, si è convertito a centrocampista centrale, in grado di ricoprire comunque tutti i ruoli della mediana.

## Carriera
Nativo di Atri, ma originario di Cappelle sul Tavo (PE), cresce nelle giovanili del Pescara, debutta in prima squadra nel campionato di serie C1 2001-2002 attirando l'attenzione del Piacenza che lo acquista per la stagione successiva. Con gli emiliani fa in tempo ad esordire in serie A, il 3 novembre 2002 (Atalanta-Piacenza 2-0), e a collezionare altri due gettoni di presenza, prima di essere ceduto in prestito all'Ascoli, in serie B, nella sessione invernale del calciomercato.
Nella stagione successiva il Piacenza lo manda nuovamente in prestito, questa volta proprio al Pescara che lo ha lanciato. Con gli adriatici disputa un campionato da titolare ma non evita la retrocessione in serie C1. Riportato alla base dal Piacenza, vive tre stagioni travagliate da continui problemi fisici, che gli consentono di giocare con una certa continuità solo la stagione 2005-2006, e sempre da rincalzo.
Nell'estate 2007, dopo un'intera stagione di inattività, si svincola dagli emiliani e passa all'Avellino, sempre in serie B, ma colleziona solamente 4 presenze a causa di un grave infortunio. Torna quindi per la terza volta al Pescara, in serie C1, ritrovando continuità di impiego; a fine campionato, tuttavia, viene scaricato dai biancazzurri, e scende di categoria indossando la maglia dell'Igea Virtus, che fallisce nel corso del campionato. Nella stagione 2010-2011 torna in Abruzzo per giocare con il San Nicolò (Eccellenza), dove rimane vittima di un serio infortunio mentre a luglio 2011 viene ufficializzato il suo passaggio all'Atessa Val di Sangro (serie D); il mese successivo, tuttavia, lascia la squadra per divergenze economiche, e a causa di un nuovo infortunio. Nelle settimane successive si accorda con il Montesilvano, squadra di Prima Categoria abruzzese.
Nell'estate 2012 passa al Castiglione Valfino, sempre tra i dilettanti abruzzesi.

## Statistiche

### Statistiche da allenatore
Statistiche aggiornate al 30 giugno 2017.
| Stagione        | Squadra             | Campionato      | Campionato | Campionato | Campionato | Campionato | Coppe nazionali | Coppe nazionali | Coppe nazionali | Coppe nazionali | Coppe nazionali | Coppe continentali | Coppe continentali | Coppe continentali | Coppe continentali | Coppe continentali | Altre coppe | Altre coppe | Altre coppe | Altre coppe | Altre coppe | Totale | Totale | Totale | Totale | % Vittorie | Piazzamento |
| Stagione        | Squadra             | Comp            | G          | V          | N          | P          | Comp            | G               | V               | N               | P               | Comp               | G                  | V                  | N                  | P                  | Comp        | G           | V           | N           | P           | G      | V      | N      | P      | %          | Piazzamento |
| --------------- | ------------------- | --------------- | ---------- | ---------- | ---------- | ---------- | --------------- | --------------- | --------------- | --------------- | --------------- | ------------------ | ------------------ | ------------------ | ------------------ | ------------------ | ----------- | ----------- | ----------- | ----------- | ----------- | ------ | ------ | ------ | ------ | ---------- | ----------- |
| 2016-2017       | Castiglione Valfino | Prom.           | 34         | 9          | 13         | 12         | CI-Prom.        | ?               | ?               | ?               | ?               | -                  | -                  | -                  | -                  | -                  | -           | -           | -           | -           | -           | 34     | 9      | 13     | 12     | 26,47      | 13º         |
| Totale carriera | Totale carriera     | Totale carriera | 34         | 9          | 13         | 12         |                 | 0               | 0               | 0               | 0               |                    | -                  | -                  | -                  | -                  |             | -           | -           | -           | -           | 34     | 9      | 13     | 12     | 26,47      |             |